# 教育ママ
教育ママ（きょういくママ） とは自らの子供の教育に（過剰なまでに）熱心な母親を指す俗語である。教育ママは現代の日本社会においてステレオタイプの人物であり、子供の社会的、身体的発達、そして感情的な幸福を犠牲にして、子供に勉強することを容赦なく押しつける母親として描かれている。 
教育ママは、現代日本で最もよく見出されるとともに最も嫌悪されるポップカルチャーの人物とされる「子育てママ」で、タイガー・マザーやジューイッシュ・マザーなど各国のステレオタイプに類似している。 
ステレオタイプとしては、子供たちが恐れて学校恐怖症になり、若者の自殺報道によって教育ママが非難される、勉強しても試験があまりうまく行かない子供たちの母親にうらやましいと思わせる、などがある 。  
子供をショービジネスで成功させるため、幼少時からレッスンを受けさせる親はステージママ と呼ばれる。  

## 日本

### 概要
1960年代初頭、 パートタイムの女性労働が日本の大企業で始まり、10年以内に他企業でも採用されていく。1970年代に結婚した女性間で、そして1985年にはさらにもっと一般になっていった。 
女性の職場復帰は、2つの理由が提示されている。家計を補完するための財政的要求と、自分自身を社会と関連付けるための心理的な要求である。 
1960年代に子育て中の女性に対し、メディアは「サラリーマンの家庭の伴侶」として「教育ママ」という慣用句を生み出した。これは「高校や大学に入学するのに必要な競争テストに合格するために子供たち、特に息子たち」に対する大きな責任を包含していた。男性を「教育パパ」と見なすような慣用句は出現しなかった。社会現象となったのは「ママ」であった。 
それが役立つ教育制度とより大きな政治経済は、母親が子供の教育に取りつかれてしまう理由に影響を与えており、社会的偏見も政治的条件ではなく女性を非難する共感的ママへのメディアの固定観念が影響を与える。将来、しっかりとしたよい仕事を得るためには、よい大学に進学することが非常に重要であるが母親を含む普通の人々にとっては、このシステムを変えることに無力さを感じてもいる。その結果、よい幼稚園、最高の小学校、中学校、高校に通じるよい保育園に生徒を入れる見取り図があり、こうした結果を確実にする目的で、子供の成功を促すために非倫理的または脱法行為を犯す親がいることが知られている。 あるケースでは、レストランのオーナーが、3 - 4歳の子供向けの名門幼稚園である青山学院に子供を入学させるために95,000ドルの賄賂を支払う。幼稚園はエリート大学と提携しているため、両親は子供を入学させるために最大限の努力を払う。青山学院には、年間40人ほどの新入生がおり、毎年2000人以上の入園応募者がいる。入園のための受験テストも非常に難しいことが知られている。この問題は、ビジネスや政府内で最も重要な職務には東京大学卒業生が就任しているという考えによってさらに悪化している。さらに、学生がどの大学に通うかは、将来の配偶者のための選択にも影響を与えると考えられている。子供の生活は自分がどの学校に通っているかによって決まるように思われるため、多くの母親は子供を良い学校に通わせるために特別な措置を講じていく。 
より古い世代の日本人になると、今日の日本で通常見られるよりも大家族で育っており、当時は「育児」（子育て）は、大規模周辺環境を含め多くの親戚とで構成された拡大家族、そしてより多くの子供：兄弟やいとこ、の中で当時育った子供たちは、兄弟姉妹の世話を通して責任を学んだ。これらの子供たちは、子供の頃の生活の大部分を通して、外の世界が頼りになっていた。当時、子育ては私的な問題であり、子供の周囲の家族によってのみ処理されていた。1970年代になると、男性の賃金は下がり、女性は仕事のために早く社会進出をした。これらの女性は、子供の中学校教育後「自分が自由な時間ができるとみなされました」と感じているが、その前の世代は子供が高校を卒業した後までもこれを感じることはなかった。現代の日本では、夫婦は子供を少なくし、子供たちに自立を教えている。これは子育ての専門家に相談することを含んでいるが、専門家の助言におけるこの新たな必要性は一般的に専門家によって「子育て神経症」と呼ばれており、専門家への依存は主に育児能力に対する自信の低い新世代の若い母親を生み出しはじめる。確かに、今日の日本の母親のほとんどは、1人か2人の子供しかいない小さな家族で育っている。彼らの母親は必要とするすべてのものを提供し、兄弟が関与する責任をほとんど与えてこなかった。このように、その世代の子供たちは、子供を育てる方法がわからない母親のまま成長したのである。また、現代日本には、子育てに専念している母親もおり、西岡ライスによって記述されている別のサブタイプ「子育てママ」で、心理社会的要素を子育てに加えている。彼女によい教育を提供することに加えて、子供との感情的で心理的な関係を発展させている。これを行うための1つの方法は「スキンシップ」を介して - 彼女の子供と常に緊密に肉体的に接触していることである。これには、たとえば、子供がどこへ行くにでも背中に背負ったり、毎晩子供と一緒に入浴したりすることも含まれる。スキンシップを通して、母と子の間に一体感（一体性とバランスのとれた、真の原理依存）を達成することである 。 
日本では、育児が母子間の身体的な近さに直接関連する社会では働く母親は一般的に利己的であると見なされており、このことが、子供の教育の成功を常に心配している教育ママへの発展の原因となる可能性がある。このことは社会が自立、反社会的、利己的に欠けていると考える子どもたちを生み出している。アメリカの母親と比べて、日本の母親は先天的能力とは対照的に努力に対する強い信念を持っている。日本の子供たちは、家族、仲間、そして地域社会に対する社会的義務を果たすために必要な努力をしており、子供たちは自分たちの努力に集中することを余儀なくされ、それが成功の原因と見なされている。社会で子供が成功しなかった場合、彼らは十分に努力していなかったとなるが、これは子供の成績とは無関係である。子供たちは常にもっと努力を払う必要があることで母親は子供たちの行動に対して強い説明責任があると考えられているため、子供たちに圧力をかけていることになる。日本のある地域ではデイケアを見つけるのは非常に難しく、そして母親が子供をデイケアに送るなどというのは社会的に見下され、母親として不十分であると見なされる。母親は、不十分なので子供を自分で育てるスキルを持っていないと見られる もしくは、母親が彼女自身別個の目的追跡の間に子供をデイサービスに委ねることが利己的であるとされる 。「教育ママ」という用語は他の同様の文脈でも使われるようになる。例えば、旧通商産業省は、 子守国家の定義と同様の方法で、産業の成長を導くためのそのアプローチとイニシアチブのために「キョウイクママ」と呼ばれたことがあった 。 
主婦は行動を奨励する人気のあるメディアに囲まれている。 昼間のテレビ 、雑誌、製品、そして母親のためのサービスは、主に家庭の改善と子供の養育に焦点を当てている。このように、母性の仕事は日本の母親によって非常に真剣に受け止められており、母親の自由時間の一般的な説明は「3食と昼寝」である。日本中には、予備校、そして非常に学術的なカリキュラムがあるがそれらは地方では比較的まれで、都市の豊かな地域に集中している 。教育ママは中流階級の家庭と認識され、中流階級の女性は、次世代の中流階級の子供たちを訓練することになる。1909年の三越こども展での演説の中で、初等教育の校長であった新渡戸稲造は「国は幼児ではなく、母親の教育から始めるべし」と主張した。第二次世界大戦後の日本では、母親は中流階級の価値観が刻印された新しい子供中心世界の創始者となる。母親は子供の教育の成功と結びつき、女性は「いい妻、賢い母親」（良妻賢母）であることが期待されており、将来の大人になるために子供を育てる上で最も重要な人物となる。母親は、子供たちを育て、教えることに努力を注ぐ必要がありまた自己の修練と子供たちの養育を通して、女性はいわゆる中間層の場所を主張する家族の能力にも不可欠な存在となる。20世紀初頭の教育信認が社会的進歩の認識される前提条件となるにつれて、教育ママは積極的に家族の社会的地位を向上させるために教育システム、特に男子女子中等教育への入学を検討していった。中学や女子の名門高校への入学試験に合格するための競争が激しくなり、「受験地獄」や「試験地獄」として知られる社会現象が起きる。立身出世など教育ママなくしてはありえなく、教育を受けている母親にとって、子供を優秀な学生にすることは、子供が6歳のときに小学校に入学することから始まり、子供の教育のあらゆる面にまで及ぶ懸念事項である。労働者階級の母親は、中流階級の母親ほど子供の教育に積極的ではない。清水と徳田（1991）による民族史的研究は、大阪の労働者階級による永続的な学問的問題に直面したある中学校を描写ている。この調査では、生徒の学業成績を向上させるため教師による取り組み、テストの実施、毎月の教師によるディスカッションの促進、研究環境を向上させるための壁の塗装、 課外活動に費やす時間の制限について説明している。高校生の入学率はわずかに改善したが、学業成績は全国平均を下回った。この研究は生徒の学問的問題が彼らの家庭環境と深く関連していることを明らかにした。ほとんどの生徒は、両親が教育を受けておらず子供の教育に関わっていなかった。 

### 現代
多くの日本の母親は、自分の子供が入試から別の入試へと引き継ぐために多くの時間を費やしているが、東京で開催される国立大学入試では、ほとんどの母親が子供たちと一緒に試験会場に行き、到着後近くのホテルに滞在して、統計でみると土壇場に彼らが試験に遅刻しないかの確認までを行う。 
かなり若い年齢で子供たちの教育を始めている母親も幾人かおり、日本の30歳の母親は「これが私の最初の娘です。ほかに私は彼女と遊ぶ、成長を助ける方法を知りませんでした」と話す。彼女は生後6ヶ月の娘を東京の保育園に入れる。他の幼稚園の校長は、1歳以上の子供向けの学校は、「みかんの皮をむく、または雪を集めて着色する」ことによって子供の好奇心を育み、育てるのに役立つと主張している。 
母親は、子供たちがエリート大学に入学することを望んでいる他の母親と、本質的に激しい競争をしており、場合によっては自分の子供があまり勉強していないようにみせるために、母親が居間でテレビを見ている間、自分の子供の勉強を両親の寝室を使用させたり、家のそばを通る他の母親に子供がテレビを見て勉強してるとしゃべったと仮定して、子供の寝室を消灯させ、翌朝、母親はテレビで起こったことを子供に報告する、子供は学校に行き、自分自身のために昨日のテレビについてクラスメートと話す。しかし、試験になると「怠け者」がエリート学校に入学することになり、その間他友人は撃墜する。 
教育ママは、多くの場合、子供を公園デビューという近所に対しての大規模な初お披露目の期を与える。ここで母親は「近隣公園の周りで近所さま承認のために自分の子のパレード」を行う。 
母親は学習塾に子どもを通わせる。塾に子供は22時または23時まで滞在可能であるが、日本には大学試験のための35,000以上の塾がある。塾に加えて、子供たちは書道、キーボード、そろばん、または剣道の習い事などに通う。マリー・トシュテンによって明らかにされたが、塾や教育ママに関するモラル・パニックは、1970年代に同時発生し「準備として「第二の学校」とした消費者向けサービスとしての塾は、母親の子供に対する不安を訴え、子供を塾に送り込み、商品化された試験の動向について行ったものとしての「普通の」母親のイメージを形作った。」とした。
1950年代、フルタイムの母親は少数の子供たちに献身的に取り組むが、親のストレスは、新しい幼年期の問題の共通点をもたらした。これらには、 気管支喘息 、吃音、食欲不振、 骨折の傾向、および学校恐怖症などで、子供たちは、自分たちが人生における母親の目的であることを知っており、母親は家にいる間、子供の学校教師の役割を果たしていた。 
時々、教育ママとその下で育った子供は「手抜き奥さん」になる。「手抜き奥さん」という「主婦」のステレオタイプは、典型的には仕事をしていて、子供の周囲にはいない女性を表しており、本質的にはステレオタイプの不在の日本人の父親、「余暇の親」または「日曜の友人」の女性版にあたる。こうした母親は多くの場合家事をしないとされていて、家にはいないか、調理をするには余りにも忙しい場合には一般的に再加熱するのが簡単で、大きくて冷凍保存しやすい食事を用意する。子供の学校のPTAやその他の地域社会の機能への参加を通じた地域社会へ、家族を代表して参加しようとはしない。現代のアメリカの子供たちと比較して、日本の若者は薬物使用、うつ病、暴力、および10代の妊娠は少ない 。 
文部科学省は、教育制度と親の圧力が子供たちに負担をかけていると認めている。1970年代初頭に当時の文部省が制定した教育改革は、日本の平等主義の学校制度に挑戦してきた。試験競争による学生の学業的圧力を軽減するために、文部省は授業時間を短縮し、小学校や中学校の休校やクラブなどの学業以外の活動を増加させていた。2002年には、中央政府は、全生徒の学習興味と動機を促進するために、再び授業時間を短縮し、内容を減らし、新しいカリキュラムをすべての公立小学校に導入 。文部省は、子供たちが「自然と触れ合うこと、畏敬の念を抱くこと、人生を尊重すること、困難から学ぶことの難しい仕事の重要性を経験すること」などの機会がないと述べた白書を発表した。
戦後日本で1950年代は「教育プログラムを加速すること」が国家の使命となっていた。この時代の子供たちは、彼らが一流大学に進学することを望んだ場合、幼稚園の若い段階で同年齢の同僚と区別しなければならなかった。1970年代半ばまでには、子供たちに達成を求める圧力が専門の学校の必要性を生み出していった。7割の生徒が、長期に渡り塾で学習を続けた。1980年代には、学校の圧力に関連した一連の自殺が起こり始めた。小学生と中学生は入学試験に失敗した後に命を落とした。1990年代、 失われた10年 （過去10年間の世界的な経済支配の後）は、学生のやる気を喪失させ、数学と科学において日本でかつて強く宣伝された学術的評価は、アメリカのレベルのそれらの後塵を拝す。ストレスが教室の混乱を招き始めた。2001年に、全米教育研究所は、教員と校長の33％が「恣意的な活動に従事している」反抗的な子供のために「継続的に」授業の崩壊を目撃したと述べたことを明らかにした 。2002年、日本の文部科学省は  - 改革の必要性に圧力をかけられて  - コアカリキュラムの30％を削除した(ゆとり教育)　。これにより、生徒が選んだ道筋に従って、生徒がグループで学ぶ時間が広がりだした。「いらいらして面倒」を意味する「ムカつく」という用語は、教師、両親、そして人生にうんざりしているという感情の説明として、生徒の間で広く使われていく。

## 世界

### アメリカ
日本の主に否定的な「教育ママ」のイメージとは対照的に、アメリカの教育パフォーマンスを向上させるために「超人的な日本」のイメージを発表したアメリカの指導者たちは、日本の教育志向の母親を支持した。 ロナルド・レーガンと教育長官は共に、アメリカの家庭と学校を改善するための鏡として日本の母親に注意を向けた。教育方面でのレーガン政権の最初の長官であるテレル・ベル（「危険にさらされている国」の著書で知られる）はスーパーママとして日本人母親を例示しアメリカを元気づけることができるとして、ガイオドムの母親、リーダーシップと成功 -という１つの本に熱狂的な序文を書くが積極的かつインテリジェントというのが基本的なポイントであった。レーガン第2期の教育局長、ウィリアム・J・ベネットは、教師と連絡を取り合い、必要に応じて追加の指導的援助を手配し、子供のやる気を引き出す日本の「学校やその向こうでうまくやるために」 「現場での親」を称賛した。
アメリカの入試においては学業成績に加えリーダーシップや協調性も評価対象であるため、近年の教育熱心なアッパーミドル層の母親は、子供にチームスポーツであるサッカーを習わせることが流行したことで、このような母親がサッカーマムと呼ばれるようになった。

### 中国
学歴社会である中国では子供をトップ校へ進学させるため、子供に常にトップの成績を求め過度に干渉する親がおり、これをエイミー・チュアの書籍からタイガー・マザーと呼ぶようになった。
さらに中国以外のアジア地域における類似した子育てスタイルをタイガーペアレンティングと呼ぶようになった。